# Haldis Karlsson
Haldis Karlsson, född 1939 i Järpen, är en svensk målare och grafiker. 
Karlsson studerade konst för Lennart Wilkmar 1967-1969 och Bertil Andersson 1969-1972. Under 1973 gick hon en grafikkurs för Franco Leidi och 1986 en kurs i konstnärlig inom- och utomhusutsmyckning.
Bland hennes offentliga arbeten märks utsmyckning för Vrinnevi länssjukhus i Norrköping och daghemmet i Lambohov.
Hennes konst består av arbetsplatsbilder med människor i arbete.
Karlsson är representerad vid Östergötlands läns landsting, Linköpings kommun, Mjölby kommun och Folkets Hus Föreningarnas Riksförbund.